# Binooki Verlag

Logo des binooki Verlags

binooki war ein deutscher unabhängiger Buchverlag in der Rechtsform einer OHG mit dem Geschäftssitz in Berlin. Er wurde im Juni 2011 gegründet. Schwerpunkt des Programms war Literatur türkischer Autoren. 2020 musste der Verlag Insolvenz anmelden.

## Geschichte
Die beiden aus Pforzheim stammenden Schwestern und Töchter türkischer Einwanderer Inci Bürhaniye und Selma Wels (geb. Bürhaniye) gründeten den binooki Verlag am 1. Juni 2011. Der Name binooki leitet sich von dem türkischen Wort binokl ab, das den Zwicker als historische Lesehilfe mit zwei Gläsern beschreibt. Zur optischen Hervorhebung des englischen Wortes „book“ in der Wortmarke wurde ein zweites „o“ hinzugefügt.
Der binooki Verlag gehörte zur Gruppe der Independent-Verlage in Deutschland.  Der Schwerpunkt des Verlagsprogramms lag bei türkischer Literatur von jungen Autoren, die in der Türkei leben und schreiben. binooki veröffentlichte zeitgenössische Belletristik und Prosa von Autoren wie Emrah Serbes, Alper Canıgüz, Zerrin Soysal und Gaye Boralıoğlu sowie Klassiker und Erzählungen der Moderne unter anderem von Oğuz Atay und Metin Eloğlu.
Bereits ein Jahr nach dem öffentlichen Debüt wurde dem binooki Verlag auf der Leipziger Buchmesse 2013 der Förderpreis der Kurt Wolff Stiftung verliehen. Die Laudatio hielt im Berliner Zimmer die Bachmann-Preisträgerin Maja Haderlap. In der Ausgabe des litprom Weltempfängers vom Frühjahr 2013 wurde das Buch Secret Agency von Alper Canıgüz auf Platz 2 gewählt. Damit ist Canıgüz der erste türkische Autor, der in dieser renommierten Bestenliste erschienen ist.

## Autoren des Verlages
Autoren des binooki Verlags waren unter anderem Yazgülü Aldoğan, Oğuz Atay, Gaye Boralıoğlu, Barış Bıçakçı, Alper Canıgüz, Metin Eloğlu, Emrah Serbes, Zerrin Soysal, Murat Uyurkulak und Barış Uygur.

## Auszeichnungen
- 2019: Deutscher Verlagspreis[7]
- 2018: Kültürale-Preis des Kulturforums Türkei e. V.
- 2017: KAIROS-Preis der Alfred Toepfer Stiftung

Der Verlag der beiden deutsch-türkischen Verlegerinnen Inci Bürhaniye und Selma Wels leiste „mit seinen Übersetzungen von türkischer Literatur ins Deutsche einen wichtigen Beitrag zum Kulturaustausch“, begründete die Stiftung.
- 2013: Kurt-Wolff-Förderpreis[10]
„Der Kurt-Wolff-Förderpreis geht an den Berliner Verlag binooki, der sich facettenreich und mit großer Lust an Entdeckungen der türkischen Literatur annimmt und dabei demonstriert, wie sich türkische und deutsche Kultur ganz ohne Klischees miteinander in Verbindung bringen lassen.“
Pressemitteilung der Kurt Wolff Stiftung, November 2012

- 2013: Buchmarkt AWARD „Newcomer des Jahres“ in Bronze[11]
Das Branchenmagazin Buchmarkt vergibt jedes Jahr den Buchmarkt AWARD für außergewöhnliche Leistungen in verschiedenen Kategorien. Bei der Leipziger Buchmesse wurde der binooki Verlag als „Newcomer des Jahres“ mit Bronze ausgezeichnet.

- 2012: Der Virenschleuderpreis
Bei der Frankfurter Buchmesse wurde 2012 zum zweiten Mal der Virenschleuder-Preis für besondere Marketing-Maßnahmen in der Buchbranche verliehen. Der binooki Verlag hatte sich mit dem literarischen Foto-Contest #berlinliestbinooki in der Kategorie „Marketing-Maßnahme“ beworben und den ersten Platz gewonnen.

## Belege
1. ↑  Verlagsporträt in der Wochenzeitung Der Freitag
2. ↑  binooki wurde Opfer eines Betrügers. Abgerufen am 5. Juli 2024.
3. ↑  Laudatio von Maja Haderlap zur Preisverleihung der Kurt Wolff Stiftung
4. ↑   Rezension zu "Warten auf die Angst" von Oguz Atay in der Frankfurter Rundschau (Memento vom 22. Oktober 2013 im Internet Archive)
5. ↑  Rezension von Astrid Kaminski in der Frankfurter Allgemeinen Zeitung zu Fast eine Geschichte von Metin Eloglu.
6. ↑  Der türkische Schimanski - Rezension von Emrah Serbes' Behzat Ç. bei DRadio Wissen (Memento vom 12. April 2013 im Webarchiv archive.today)
7. ↑  Preisträger des ersten Deutschen Verlagspreises ausgezeichnet. Abgerufen am 18. September 2019.
8. ↑  Preis an deutsch-türkische Verlegerinnen, Lübecker Nachrichten vom 15. März 2017, S. I (Kultur und Leben).
9. ↑  Preisträgerinnen 2017: Inci Bürhaniye und Selma Wels (Memento des Originals vom 15. März 2017 im Internet Archive)  Info: Der Archivlink wurde automatisch eingesetzt und noch nicht geprüft. Bitte prüfe Original- und Archivlink gemäß Anleitung und entferne dann diesen Hinweis., toepfer-stiftung.de/kairos-preis, abgerufen am 15. März 2017.
10. ↑  Kurt Wolff-Preis an Wallstein, Förderpreis an binooki Verlag
11. ↑  25 Auszeichnungen eben in Leipzig feierlich verliehen